# 納克巴赫河
51°07′49″N 7°01′36″E / 51.130327°N 7.026543°E

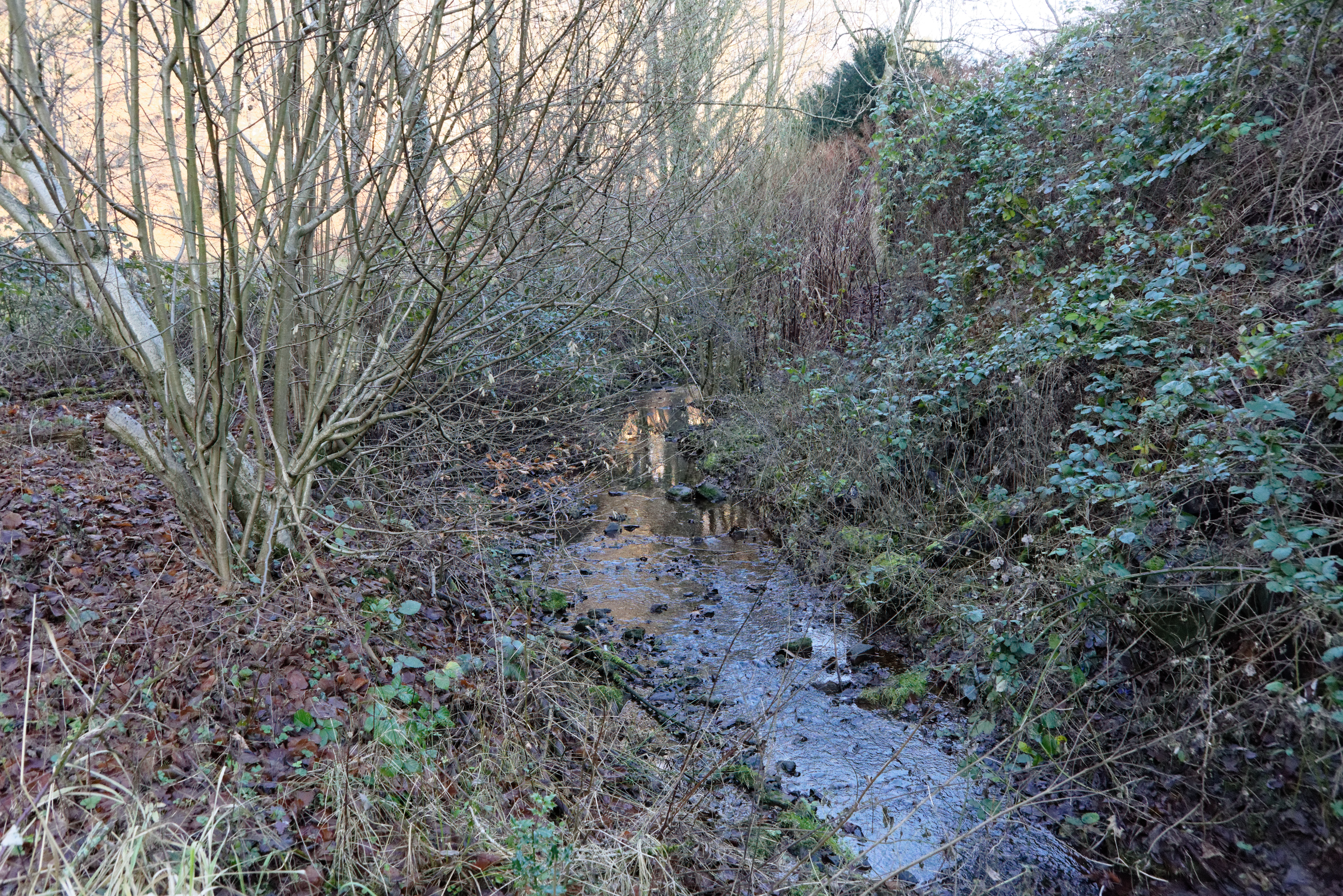

納克巴赫河（德語：Nacker Bach），是德國的河流，位於該國西部，處於北萊茵-威斯特法倫州，屬於伍珀河的支流，河道全長6公里，河畔城鎮有索林根。